# 特雷莎·赖特
特雷莎·赖特（英語：Teresa Wright，1918年10月27日—2005年3月6日），美国女演员。曾获得奥斯卡最佳女配角奖。